# Jekaterina Romanowna Woronzowa-Daschkowa

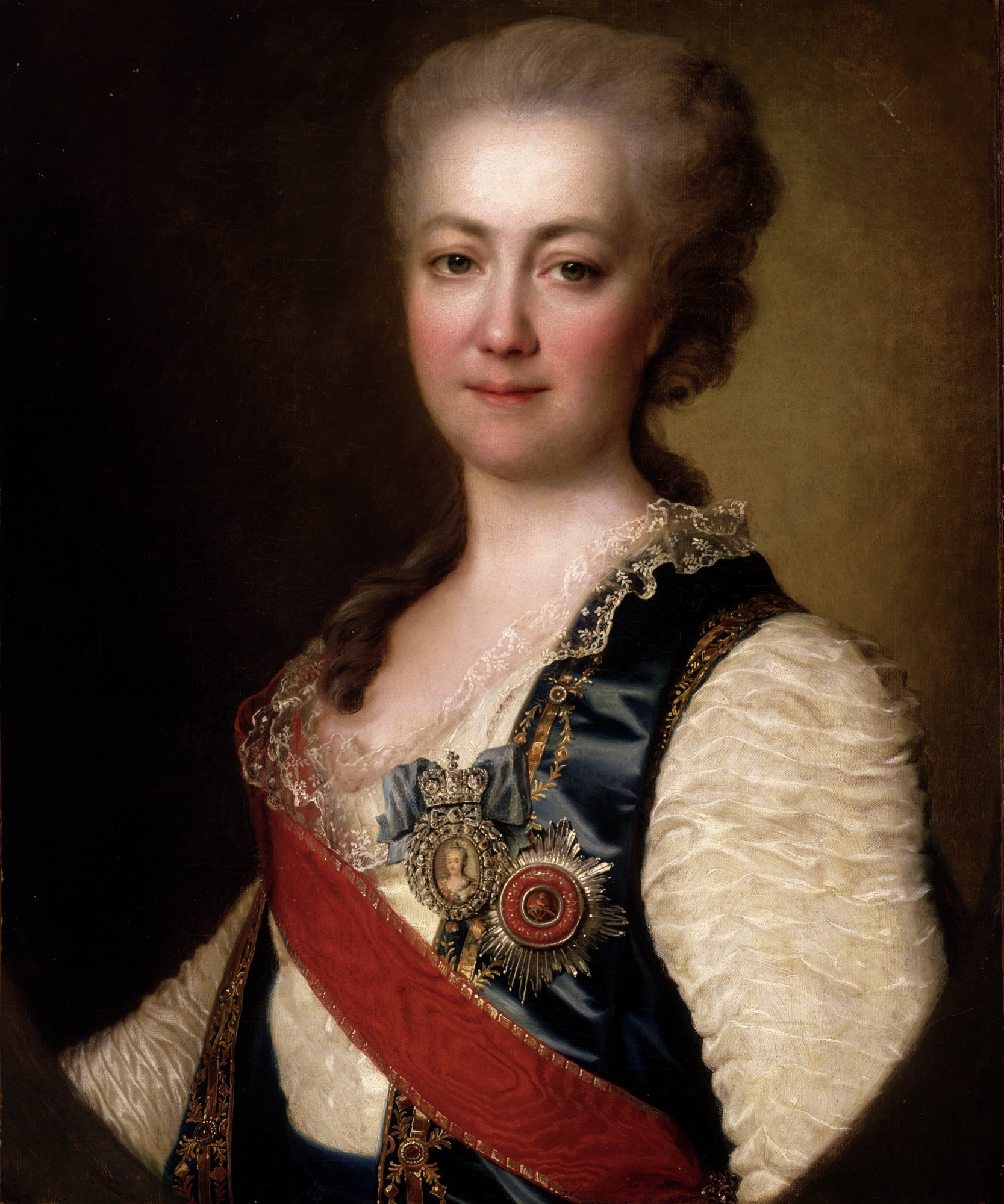
Porträt von Jekaterina Daschkowa von Dmitri Lewizki

Fürstin Jekaterina Romanowna Woronzowa-Daschkowa (russisch Екатери́на Рома́новна Воронцо́ва-Да́шкова; wiss. Transliteration Ekaterina Romanovna Voroncova-Daškova; * 17. Märzjul. / 28. März 1743greg. in Sankt Petersburg; † 4. Januarjul. / 16. Januar 1810greg. in Moskau) war eine russische Philosophin. Sie war eine enge Vertraute der Kaiserin Katharina der Großen und eine bedeutende Persönlichkeit der Aufklärung in Russland, unter anderem als Leiterin der Russischen Akademie der Wissenschaften. Ihre Memoiren der Fürstin Daschkaw oder Dachkoff wurden 1804 in Paris (Mon Histoire) und 1840 in zwei Bänden in London veröffentlicht.

## Frühe Biographie und Coup d’Etat
Geboren als Gräfin Jekaterina Woronzowa, war sie die dritte Tochter des Grafen Roman Woronzow (1707–1783), eines Mitglieds des Senats. Ihre Mutter Marfa Iwanowna Surmina verstarb mit sechsundzwanzig Jahren an Typhus. Sie hinterließ drei Töchter und zwei Söhne. Ihr Onkel Michail Woronzow und ihr Bruder Alexander Romanowitsch Woronzow dienten beide als Reichskanzler, ihr anderer Bruder Semjon Romanowitsch Woronzow war ein bekannter Anglophiler. Sie bekam eine außerordentlich gute Ausbildung und zeigte von Kindheit an Fähigkeiten und Ansichten, die ihre gesamte spätere Karriere so einzigartig machten. Sie war gut bewandert in Mathematik, die sie an der Moskauer Universität studierte, sowie in Literatur. Ihre Lieblingsautoren waren Bayle, Montesquieu, Boileau, Voltaire und Helvétius.

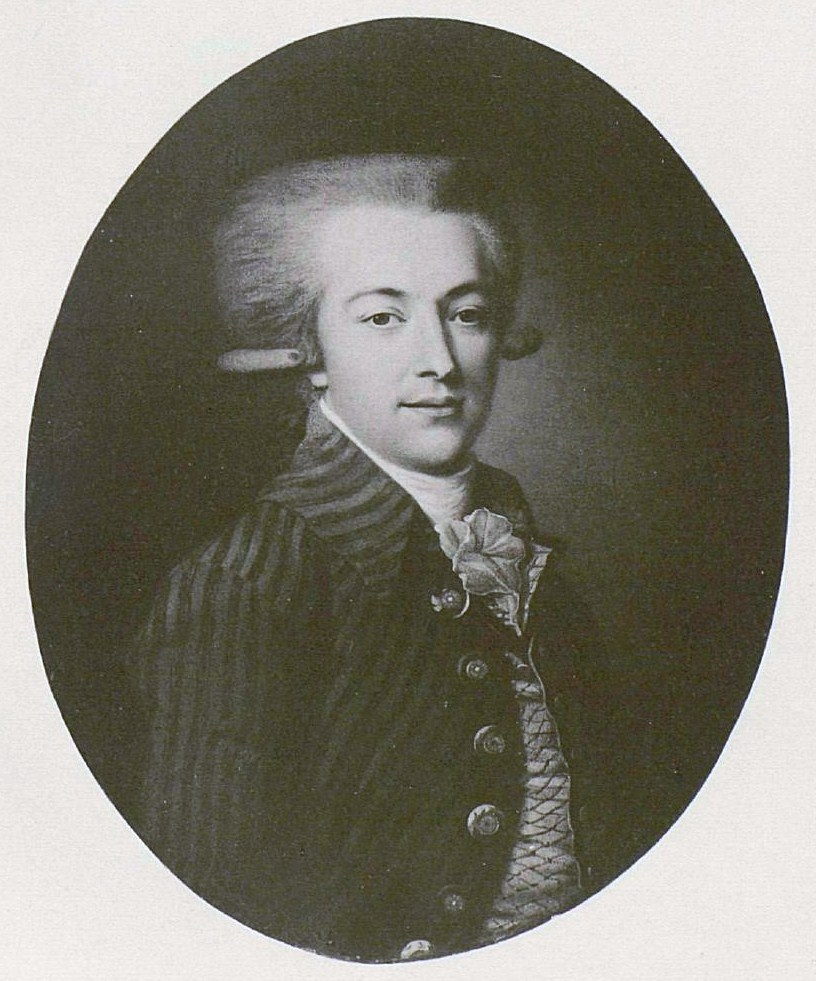
Michail Iwanowitsch Daschkow (1736–1764)

Bereits als junges Mädchen war sie mit dem russischen Hof verbunden und wurde mit der Zeit eine der führenden Persönlichkeiten, die die Großfürstin und spätere Kaiserin Katharina Alexejewna unterstützten. Noch bevor sie sechzehn war, heiratete sie Fürst Michail Daschkow (1736–1764), einen prominenten russischen Adligen aus der Dynastie der Rurikiden, und siedelte mit ihm nach Moskau über. Im Jahr 1762 war sie in Sankt Petersburg und spielte eine führende Rolle beim Umsturz, im Zuge dessen Katharina die Große den Thron bestieg und ihren Mann Peter III. absetzte. Ein anderer Ausgang dieses Ereignisses hätte vermutlich zum Aufstieg der älteren Schwester Daschkowas geführt, die zuvor Mätresse Peters III. war und mit der er zuvor offen seine Frau Katharina ersetzen wollte.

## Auslandsreisen
Ihre Beziehungen zur neuen Kaiserin waren nicht herzlich, aber sie blieb ihr loyal. Sie mochte oft die Männer nicht, die sich Katharina als Liebhaber nahm, und missbilligte die Privilegien und Aufmerksamkeiten, die Katharina ihnen zuteilwerden ließ. Dies führte zu einer gewissen Entfremdung zwischen ihr und der Zarin, so dass sie schließlich um eine Erlaubnis bat, ins Ausland zu reisen, zumal ihr Mann zu diesem Zeitpunkt bereits verstorben war. Von 1769 bis 1771 unternahm sie ihre erste umfangreiche Reise durch Europa. Sie wurde in vielen Ländern bei Hofe mit großer Achtung empfangen, während ihre wissenschaftliche und literarische Reputation es ihr möglich machte, mit den angesehensten Gelehrten jener Zeit zusammenzutreffen. In Paris schloss sie Freundschaft und erntete Bewunderung von Denis Diderot und Voltaire. Von 1775 bis 1782 ging man auf die zweite Europareise, sie diente auch dazu, ihrem Sohn an der Universität zu Edinburgh einen Studienplatz zu ermöglichen. Sie zeigte außerdem eine starke Zuneigung für England und alles Englische. Im Jahre 1782 machte sie im Hôtel de la Chine die Bekanntschaft mit Benjamin Franklin.

## Verwaltung der Akademie
1782 kehrte Daschkowa in die russische Hauptstadt zurück und wurde wieder zu einer engen Vertrauten Katharinas der Großen. Beide hatten vieles gemeinsam im literarischen Geschmack und hatten den Wunsch, die russische Sprache zur angesehenen Literatursprache Europas zu machen. Am 24. Januar 1783 wurde Daschkowa zur Direktorin der Russischen Akademie der Wissenschaften. Damit war sie die erste Frau weltweit, die eine nationale Akademie der Wissenschaften leitete (Präsident der Akademie war in dieser Zeit Kirill Rasumowski, faktisch wurde die Akademie jedoch von den speziell zu diesem Zweck berufenen Direktoren geleitet). Sie verhalf der problemgebeutelten Akademie mit Reformen zur früheren Größe und Ansehen. Zugleich war sie Redakteurin einer monatlichen Zeitschrift und schrieb mindestens zwei dramatische Werke, Die Heirat des Fabian und eine Komödie namens Toissiokoff. 1789 wurde sie in die deutsche Leopoldina sowie in die American Philosophical Society gewählt.
Kurz vor dem Tod Katharinas der Großen zerstritten sich die beiden über ein Literaturstück, dem Daschkowa die Veröffentlichung in der Akademie ermöglichte und das nach Ansicht der Zarin revolutionäre Ideen beinhaltete. Zwar versöhnten sich die beiden Frauen bald wieder, doch Daschkowa verließ bald danach den Hof.

## Exil
Mit der Thronbesteigung Pauls I. im Jahr 1796 wurde Daschkowa aller ihrer Ämter, so auch des Direktorenpostens in der Akademie, enthoben und wurde angewiesen, sich auf ein ärmliches Anwesen in der Nähe von Nowgorod zurückzuziehen. Grund dafür war der alte Umsturz von 1762, der zum Tod Peters III. geführt hatte, was sein Sohn Paul nicht verzeihen wollte. Nach einer Weile wurde das Urteil Pauls gemildert und Daschkowa durfte ihren Lebensabend im Familienanwesen Troizkoje unweit der heutigen Stadt Kremjonki südlich von Moskau verbringen. Sie starb am 4. Januar 1810 und wurde in der Dreifaltigkeitskirche in Troizkoje bestattet.

## Ausstellungen
Die Ausstellung The Princess and the Patriot: Ekaterina Dashkova, Benjamin Franklin and the Age of Enlightenment wurde 2006 in Philadelphia organisiert. Daschkowa und Benjamin Franklin trafen sich nur einmal in Paris im Jahr 1782, als Franklin 75 und Daschkowa 37 Jahre alt war. Beide waren voneinander beeindruckt. Franklin lud Daschkowa als erste Frau ein, der American Philosophical Society beizutreten, und sie blieb für weitere 80 Jahre die einzige Frau, die darin Mitglied gewesen war. Später revanchierte sich Daschkowa, indem sie Franklin zum ersten amerikanischen Mitglied der russischen Akademie der Wissenschaften machte. Der ausgestellte Briefwechsel zwischen den beiden war der Höhepunkt der Ausstellung.

## Anderes
Fürstin Daschkowa gilt als die Initiatorin der Einführung des kyrillischen Buchstaben Ё, den sie bei einer der ersten Sitzungen der Akademie der Wissenschaften im Beisein zahlreicher Literaten vorschlug.